# Ilupur
Ilupur ou Iluppur é uma panchayat (vila) no distrito de Puducotai, no estado indiano de Tamil Nadu.

## Geografia
Ilupur está localizada a 10° 31′ N, 78° 38′ L. Tem uma altitude média de 142 metros (465 pés).

## Demografia
Segundo o censo de 2001, Ilupur tinha uma população de 12,051 habitantes. Os indivíduos do sexo masculino constituem 50% da população e os do sexo feminino 50%. Ilupur tem uma taxa de literacia de 70%, superior à média nacional de 59.5%: a literacia no sexo masculino é de 78% e no sexo feminino é de 63%. Em Ilupur, 17% da população está abaixo dos 6 anos de idade.